# Drosera burmannii
Drosera burmannii é uma espécie de planta carnívora pequena e compacta do género Drosera. Normalmente se estende por apenas 2 cm de diâmetro.